# Медаль Грефе

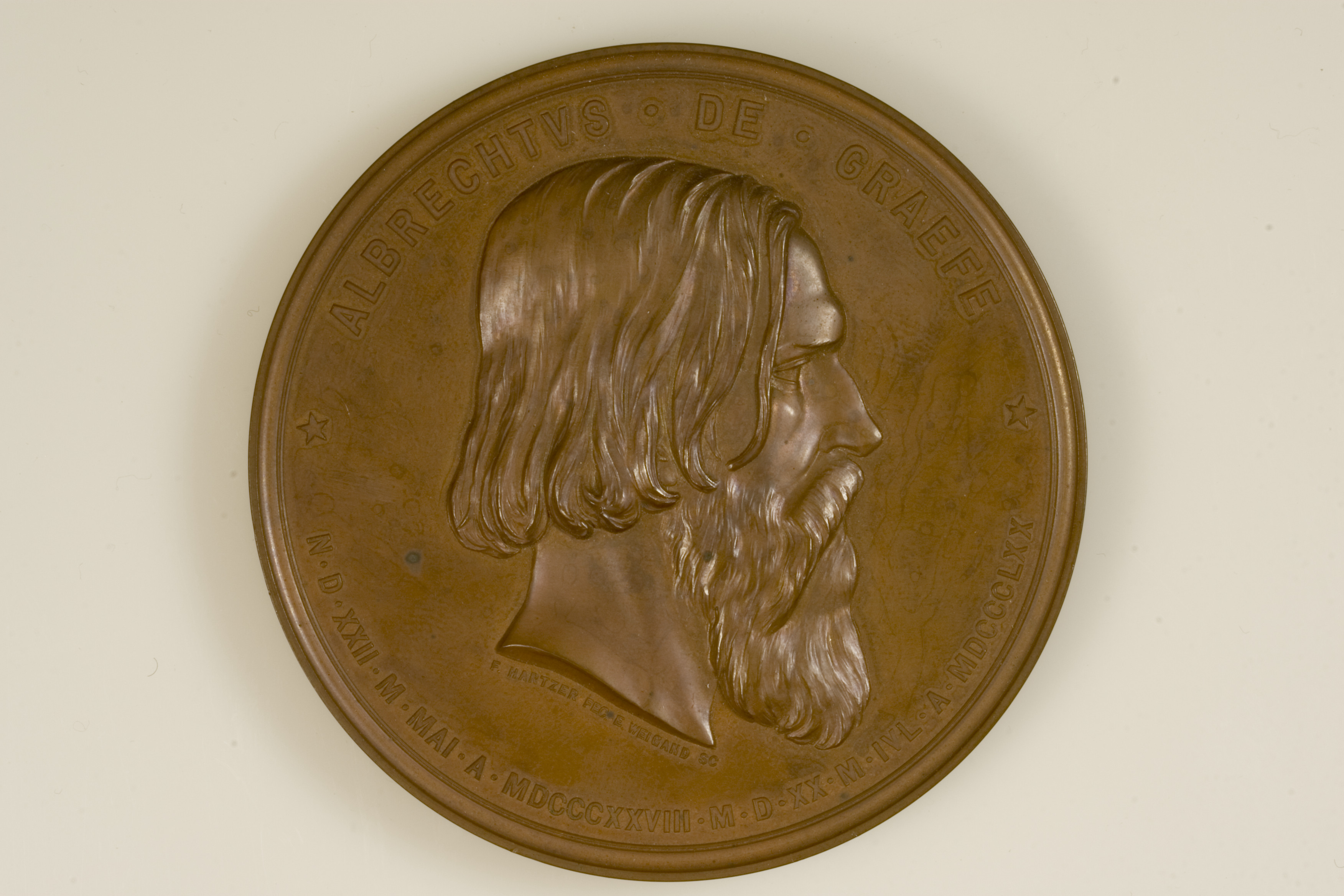
Медаль Грефе

Медаль Грефе (нем. Graefe-Medaille) — научная награда за особые заслуги в области офтальмологии.
Медаль Грефе была учреждена в 1874 году Гейдельбергским офтальмологическим обществом в память о его основателе Альбрехте фон Грефе. Медаль Грефе считается самой высшей наградой этой научной организации. Согласно уставу, медаль вручается каждые десять лет современнику без учёта национальности, имеющему наивысшие заслуги в развитии офтальмологии. Собрание общества избирает лауреата медали Грефе по предложению специального комитета, состоящего из девяти человек. Почётная медаль вручается в торжественной обстановке на следующем ежегодном собрании общества.
Медаль награды имеет в диаметре около 70 мм и изготавливается в неуказанном количестве из бронзы и предположительно из серебра. Для лауреата выполняется единственный экземпляр в золоте. На аверсе медали изображён в профиль Альбрехт фон Грефе, в легенде указано его имя и годы жизни. На реверсе в лавровом венке в семи строках на латыни указывается имя учёного-лауреата, наименование общества и год награждения.
Первая медаль Грефе была изготовлена в 1886 году и 9 августа была торжественно вручена Франциском Корнелисом Дондерсом Герману Людвигу Фердинанду Гельмгольцу.